# Kestrel (火箭发动机)
Kestrel火箭发动机是一款使用液氧和煤油作为燃料的挤压循环火箭发动机。
Kestrel火箭发动机于21世纪00年代由SpaceX开发，用于猎鹰1号运载火箭火箭的上面级。Kestrel使用了与默林火箭发动机相同的针栓式喷注器，但并没有涡轮泵，只靠储箱压力供应推进剂。
Kestrel在燃烧室与喉管处采用烧蚀冷却，在喷管处采用辐射冷却。喷管由高强度铌合金制成。作为金属,铌比起碳-碳来说更不易开裂。根据SpaceX的说法，与空间碎片或是第一级的碰撞可能会产生凹陷，但对发动机性能没有明显影响。通过在烧蚀冷却和辐射冷却的交界处使用钛制热交换器，大大地提高了氦气用于加压的效率。
推力矢量控制由发动机整流罩上的电子-机械式执行机构提供俯仰、偏航控制。滚转（以及滑行阶段）控制由氦气冷气推进器提供。
一套TEA-TEB点火系统用于提供多次点火能力。在多星任务中这一设计可以用于在不同高度与轨道倾角放置卫星。

## Kestrel 2
对原有Kestrel设计进行增强的计划被称作Kestrel 2。 计划中，Kestrel将沿用挤压循环，但将与全新设计的使用铝合金2195而非铝合金2014的第二级配套使用。变化包括：更低的公差以增强一致性，更高的比冲，更轻的质量。在猎鹰1号运载火箭被大得多的猎鹰9号运载火箭1.0版（上面级采用Merlin 1C）取代之后，Kestrel 2的开发没有继续下去。